# 부관 (전한)
부관(傅寬, ? ~ 기원전 190년)은 중국 진나라 말기, 전한 초의 인물로, 전한 고제의 창업 공신이다.

## 생애
원래는 위나라의 오대부기장(五大夫騎長)이었다가 당시 패공(沛公)이던 고제를 섬겼으며, 진나라와의 싸움에서 공을 세워 경의 작위를 받았다. 기원전 206년, 고제가 한나라 왕[漢王]으로 봉해지자 공덕군(共德君)의 봉호를 받았고, 고제가 한중에 도착하자 우기장(右騎將)이 되었다. 한왕이 옹 · 새 · 적 삼진을 평정하자 조음(雕陰)을 식읍으로 받았다. 이후 항관(項冠) · 주란(周蘭) · 용저 격파에도 종군해 식읍이 늘었다. 한신 · 조참 등이 이끄는 제나라 정복 전쟁에 참여해 공적을 세워 식읍이 늘었고, 제나라가 완전히 평정되자 한왕 6년(기원전 201년)에 양릉후(陽陵侯)에 봉해져 식읍 2,600호를 받고 이전 식읍은 제했다. 또 이때 제나라 왕 한신을 초나라로 이봉하고 제나라 왕에는 고제의 서장자 유비를 임명하면서, 부관은 제나라의 우승상이 되어 아직 항복하지 않은 제나라 왕 전횡 때문에 제나라를 수비했다. 고제 11년 곧 제도혜왕 5년(기원전 196년), 제나라의 상국이 되었다. 4월에 주발에 속해 진희의 난 진압에 나섰고, 1월에는 대나라의 상국으로 전임했다. 2년 후, 혜제 원년(기원전 194년), 제후국에 상국을 두지 못하게 하면서 대나라 승상으로 전임됐다. 혜제 5년(기원전 190년)에 죽어, 시호를 경(景)이라 했다.